# Оператор зсуву
У математиці, і зокрема у функційному аналізі, оператор зсуву, також відомий як оператор трансляції — це оператор, який переводить функцію {\displaystyle x\mapsto f(x)} у її трансляцію {\displaystyle x\mapsto f(x+a)}. В аналізі часових рядів оператор зсуву називається оператором відставання.
Оператори зсуву є прикладами лінійних операторів, важливі через їх простоту та природність. Дія оператора зсуву на функції дійсної змінної відіграє важливу роль у гармонічному аналізі, наприклад, вона з’являється у визначеннях майже періодичних функцій, позитивно визначених функцій, похідних і згортки. Зміщення послідовностей (функцій цілочисельної змінної) з’являються в різних областях, таких як простори Гарді, теорія абелевих многовидів і теорія символічної динаміки, для яких карта Бейкера є наочним представленням.

## Означення

### Функції дійсної змінної
Оператор зсуву {\displaystyle T^{t}} (де {\displaystyle t\in R}) переводить функцію f визначену на R у її образ ft,
{\displaystyle T^{t}f(x)=f_{t}(x)=f(x+t)~.}
Практичне операційно-численне представлення лінійного оператора {\displaystyle T^{t}} в термінах звичайної похідної {\displaystyle {\frac {d}{dx}}} було запропоноване Лагранжем
{\displaystyle T^{t}=e^{t{\frac {d}{dx}}}~,}
який можна інтерпретувати через його формальний розклад Тейлора в t; і чия дія на одночлен xn очевидна з біноміальної теореми, а отже, і на увесь ряд за x, отже, на всі функції f(x), як описано вище. Отже, це формальне кодування розкладу Тейлора в аналізі Хевісайда.
Таким чином, оператор надає прототип знаменитого адвективного потоку Лі для абелевих груп,
{\displaystyle e^{t\beta (x){\frac {d}{dx}}}f(x)=e^{t{\frac {d}{dh}}}F(h)=F(h+t)=f\left(h^{-1}(h(x)+t)\right),}
де канонічні координати h (функції Абеля) визначені так, що
{\displaystyle h'(x)\equiv {\frac {1}{\beta (x)}}~,\qquad f(x)\equiv F(h(x)).}
З цього легко випливає, що, наприклад, {\displaystyle \beta (x)=x} дає масштабування,
{\displaystyle e^{tx{\frac {d}{dx}}}f(x)=f(e^{t}x),}
отже {\displaystyle e^{i\pi x{\frac {d}{dx}}}f(x)=f(-x)} (паритет); так само, {\displaystyle \beta (x)=x^{2}} дає
{\displaystyle e^{tx^{2}{\frac {d}{dx}}}f(x)=f\left({\frac {x}{1-tx}}\right),}
{\displaystyle \beta (x)=1/x} дає
{\displaystyle e^{{\frac {t}{x}}{\frac {d}{dx}}}f(x)=f\left({\sqrt {x^{2}+2t}}\right),}
{\displaystyle \beta (x)=e^{x}} дає
{\displaystyle \exp \left(te^{x}{\frac {d}{dx}}\right)f(x)=f\left(\ln \left({\frac {1}{e^{-x}-t}}\right)\right),}
тощо.
Початкова умова потоку та групова властивість однозначно визначають весь потік Лі, забезпечуючи розв’язок трансляційного функційного рівняння 
{\displaystyle f_{t}(f_{\tau }(x))=f_{t+\tau }(x).}

### Послідовності
Оператор зсуву вліво діє на односторонню нескінченну послідовність чисел наступним чином
{\displaystyle S^{*}:(a_{1},a_{2},a_{3},\ldots )\mapsto (a_{2},a_{3},a_{4},\ldots )}
а на двосторонніх нескінченних послідовностях
{\displaystyle T:(a_{k})_{k=-\infty }^{\infty }\mapsto (a_{k+1})_{k=-\infty }^{\infty }.}
Оператор зсуву вправо діє на односторонню нескінченну послідовність чисел задається так
{\displaystyle S:(a_{1},a_{2},a_{3},\ldots )\mapsto (0,a_{1},a_{2},\ldots )}
а на двосторонніх нескінченних послідовностях 
{\displaystyle T^{-1}:(a_{k})_{k=-\infty }^{\infty }\mapsto (a_{k-1})_{k=-\infty }^{\infty }.}
Оператори зсуву вправо і вліво, що діють на двосторонні нескінченні послідовності, називаються двосторонніми зсувами.

### Абелеві групи
Загалом, як показано вище, якщо F є функцією на абелевій групі G, а h є елементом G, оператор зсуву T g відображає F на  
{\displaystyle F_{g}(h)=F(h+g).}

## Властивості оператора зсуву
Оператор зсуву, що діє на дійсно- чи комплекснозначні функції або послідовності, є лінійним оператором, який зберігає більшість стандартних норм, якими оперують в функційному аналізі. Тому зазвичай це неперервний оператор з нормою один.

### Застосування на Гільбертових просторах
Оператор зсуву, що діє на двосторонні послідовності, є унітарним оператором в ℓ2(Z). Оператор зсуву, що діє на функції дійсної змінної, є унітарним оператором в L2(R) .
В обох випадках оператор зсуву (вліво) задовольняє таке комутаційне співвідношення з перетворенням Фур’є:{\displaystyle {\mathcal {F}}T^{t}=M^{t}{\mathcal {F}},}де Mt — оператор множення на exp(itx) . Отже, спектр Tt є одиничним колом.
Однобічний зсув S, що діє в ℓ2(N), є правильною ізометрією з діапазоном, що дорівнює всім векторам, перша координата яких зануляється. Оператор S є стисненням T−1 у сенсі{\displaystyle T^{-1}y=Sx{\text{ for each }}x\in \ell ^{2}(\mathbb {N} ),}де y — вектор у ℓ2(Z) з yi = xi для i ≥ 0 та yi = 0 для i < 0 . Це спостереження лежить в основі побудови багатьох унітарних розширень ізометрій.
Спектр S є одиничним кругом. Зсув S є одним із прикладів оператора Фредгольма з індексом Фредгольма −1.

## Узагальнення
Жан Дельсарт ввів поняття узагальненого оператора зсуву (також називається узагальненим оператором зсуву ); далі поняття розвинув Борис Левітан.
Сімейство операторів {\displaystyle \{L^{x}\}_{x\in X}}, що діють в просторі Φ функцій з множини X на множину C, називається сімейством операторів узагальненого зсуву, якщо задовольняються наступні умови:
1. Асоціативність: нехай {\displaystyle (R^{y}f)(x)=(L^{x}f)(y)}. Тоді {\displaystyle L^{x}R^{y}=R^{y}L^{x}}.
2. {\displaystyle \exists \ e\in X:L^{e}} — є тотожним оператором.